# Pols exozodiacal
La 'pols exozodiacal són grans d'entre 1 i 100 micròmetres de carboni amorf i pols de silicat que omplen el pla dels sistemes planetaris extrasolars. És l'anàleg exoplanetari de la pols zodiacal, els grans de pols d'1 a 100 micròmetres observats al Sistema solar, especialment a l'interior del cinturó d'asteroides. Igual que amb la pols zodiacal, aquests grans probablement són produïts per cometes desgasificats, així com per col·lisions entre cossos progenitors més grans com els asteroides. Els núvols de pols exozodiacal són sovint components de discos de fragments que es detecten al voltant d'estrelles de seqüència principal a través del seu excés d'emissió infraroig. També es troben habitualment discos exozodiacals especialment calents prop de les estrelles A-K de tipus espectral. Per convenció, la pols exozodiacal se refereix a la part més interna i calenta d'aquests discos de fragments, dins d'unes poques unitats astronòmiques de l'estrella. Com la pols exozodiacal és tan freqüent tan a prop de les estrelles és un tema de debat amb diverses teories en competència que intenten explicar el fenomen. Les formes dels núvols de pols exozodiacal poden mostrar la influència dinàmica dels planetes extrasolars, i potencialment indicar la presència d'aquests planetes. Perquè sovint es troba prop de la zona habitable d'una estrella, la pols exozodiacal pot ser una font de soroll important per als intents d'imatges de planetes terrestres. Al voltant d'1 de cada 100 estrelles dels sistemes solars propers mostra un alt contingut de pols càlida que és unes 1000 vegades més gran que l'emissió mitjana de pols en el rang de 8,5-12 μm.

## Formació
Tot i que aquesta pols era inicialment teòrica, ara s'ha observat la seva signatura infraroja mentre s'intentava observar exoterres. Com que la pols exozodiacal és l'equivalent extrasolar de la pols zodiacal, es teoritza que la seva formació és la mateixa. Això s'ha de contrastar amb la pols interestel·lar, que no està atrapada en un sistema solar. Les partícules sobrants de la formació d'un sistema solar, així com les restes de les col·lisions d'objectes més grans deixen pols exozodiacal. No obstant això, es creu que la quantitat de pols exozodiacal potencial està disminuint constantment, ja que cossos massius com els planetes n'absorbeixen quantitats importants. Per exemple, la Terra absorbeix 40.000 tones d'aquesta pols cada any. La pols emet radiació infraroja, i mitjançant les interaccions gravitatòries amb cossos com el Sol forma anells infrarojos. Aquests anells s'han observat a molts sistemes solars de la Via Làctia. La pols de diferents fonts, com ara les col·lisions d'asteroides, cometes i partícules atrapades, es teoritza per formar diferents estructures infraroges, respectivament.

## Exemples d'estrelles amb pols exozodiacal
- 51 Ophiuchi
- Fomalhaut[7][8]
- Tau Ceti[8][9]
- Vega

## Recerca en curs
Les observacions han trobat que alguns tipus espectrals A-K tenen les signatures infraroges de la pols exozodiacal molt més a prop de l'estrella del que es teoritza que és possible. Dins d'una certa circumferència de l'estrella, s'espera que la pols sigui triturada i expulsada per l'estrella en uns quants anys. Tot i que s'ha confirmat que la pols existeix tan a prop d'una estrella, els models encara no poden explicar la seva presència. Modelar el comportament de la pols zodiacal i exozodiacal és una àrea d'investigació destacada, ja que la pols es presenta com un soroll per als astrònoms que intenten observar els cossos planetaris. Si la pols es pot modelar amb precisió, es pot restar de les observacions d'exoterres.